# Перье-де-ла-Бати, Эжен Пьер
Эжен Пьер Перье-де-ла-Бати (фр. Eugène Pierre Perrier de la Bâthie или фр. Eugène Perrier de La Bathie, или фр. Eugène Pierre Perrier, 9 июня 1825 — 31 мая 1916) — французский ботаник.
Эжен Пьер Перье-де-ла-Бати специализировался на семенных растениях. Он описал несколько десятков видов растений.
Его племянник, Жозеф Мари Перье-де-ла-Бати (1873—1958), также был учёным-ботаником (известен как исследователь флоры Мадагаскара и Коморских островов).

## Научные работы
- 1917. Catalogue raisonné des plantes vasculaires de Savoie: Départements de la Savoie et de la Hautes Savoie Plateau du Mont-Cenis.
- 1898. Évolution du black rot sur la feuille. Editor F. Levé, 3 pp.
- 1892. Conférence donnée à Annecy (juin 1892), à l’occasion du Concours régional agricole… Editor J. Depoltier, 24 pp.
- 1882. Du Sucrage des vins et des vins de raisins secs… Editor F. Pellissier, 30 pp.